# Serguéi Kopytov
Serguéi Kopytov –en ruso, Сергей Копытов– (Kokshetau, URSS, 5 de octubre de 1965) es un deportista kazajo que compitió para la Unión Soviética en halterofilia.
Ganó una medalla de bronce en el Campeonato Mundial de Halterofilia de 1990 y una medalla de oro en el Campeonato Europeo de Halterofilia de 1990, ambas en la categoría de 100 kg.

## Palmarés internacional
| Representando a la URSS |                    |                   |           |
| Campeonato Mundial      |                    |                   |           |
| Año                     | Lugar              | Medalla           | Categoría |
| 1990                    | Budapest (Hungría) | Medalla de bronce | 100 kg    |
| Campeonato Europeo      |                    |                   |           |
| Año                     | Lugar              | Medalla           | Categoría |
| 1990                    | Ålborg (Dinamarca) | Medalla de oro    | 100 kg    |